# Tab Mix Plus
Tab Mix Plus (thường được viết tắt là TMP) là một phần mở rộng của Mozilla Firefox, thêm vào chức năng duyệt web theo thẻ trong Firefox. Nó là một phần mở rộng thông dụng trên Mozilla Add-ons - nơi có lưu thống kê số lần tải.
TMP là một bộ các tính năng từ các phần mở rộng khác được đưa vào trong một gói.

## Chức năng
(Danh sách mới nhất có trên Mozilla Addons Lưu trữ ngày 24 tháng 9 năm 2006 tại Wayback Machine)
- Tạo bản sao cho các thẻ
  - Mở một thẻ mới nhưng có cùng lược sử tiến/lùi trang của thẻ được sao chép
- Điều khiển việc tập trung thẻ
  - Cho phép người dùng chọn thẻ mới theo cách hiển thị của nó dựa trên các sự kiện (ví dụ như khi mở liên kết, hoặc khi mở trang đánh dấu, vv.)
- Giải mã JavaScript
  - Cho phép JavaScript được mở trong thẻ riêng thay vì trong khung popup, và cho phép người dùng xem URL của trang JavaScript.
- Thay đổi hoạt động của các thiết bị đầu vào
  - Các việc nhấp chuột, trỏ chuột hoặc ấn phím có thể được gán cho các chức năng liên quan đến thẻ mới.
- Khôi phục các thẻ và cửa sổ đã đóng
  - Lưu thông tin về thẻ và cửa sổ khi chúng được đóng, cho phép người dùng "hoàn tác" việc đóng thẻ, bao gồm cả việc giữ lại thông tin mà người dùng đã viết (vd. trong một trang sửa đổi của Wikipedia)
- Trình quản lý Phiên làm việc và Khôi phục Đổ vỡ
  - Giống như trang đánh dấu, chức năng này lưu các thẻ và cửa sổ đang mở (cùng với lược sử) để sẵn sàng cho lúc Firefox bị đổ vỡ.